# Ma che musica maestro (film)
Ma che musica maestro è un film italiano del 1971 diretto da Mariano Laurenti.

## Trama
Tra i due borghi di Santa Veronica Bassa e Santa Veronica Alta c'è una accesa rivalità. Quando Gianni, un cittadino di S.V. Bassa, si innamora di Giulietta, cittadina del borgo nemico, le due frazioni si scontrano tra loro per impedire il fidanzamento.
Il ritorno di Pompeo, un esploratore creduto disperso in Africa da molti anni, riesce a ristabilire la pace tra i due amanti e le frazioni.

## Incassi
Incasso accertato a tutto il 31 dicembre 1974: Lit. 462.650.000